# Marcatura industriale
La marcatura industriale è quell'insieme di tecnologie utilizzate per stampa e la gestione di dati variabili relativi a prodotti e imballi industriali particolarmente utilizzato in Italia e nel mondo per la marcatura di prodotti alimentari, veicoli, ricambi, ecc. Ad esempio la maggior parte delle date di scadenza che troviamo sui prodotti da supermercato sono fatte con macchinari atti alla marcatura industriale, così come i numeri di telaio (Vehicle Identification Number o VIN) o di motore punzonati sui veicoli in genere (auto, moto, trattori, ecc..).
Le soluzioni per marcatura sono spesso su misura e vengono applicate in campi quali: identificazione e gestione dati variabili di prodotti e imballi.

## I diversi tipi di marcatura
I sistemi di marcatura industriale sono dispositivi di codifica diretta e indiretta. In caso di marcatura diretta, i marchi necessari sono codificati o stampati direttamente sul prodotto stesso utilizzando inchiostro o un laser. La marcatura indiretta, ad esempio, comporta l'utilizzo di un adesivo per la marcatura di un prodotto.
- Marcatura laser: tramite un fascio di luce di potenza opportuna si riesce a riscaldare il prodotto fino a modificarne l'aspetto della superficie in determinati punti in modo tale da riprodurre le informazioni desiderate.
- Marcatura a micropercussione o micropunti: realizzata attraverso appositi macchinari a controllo numerico, programmabili attraverso computer o apposita elettronica, dove un singolo punzone viene movimentato su due assi (X-Y) e azionato in modo da formare le lettere, numeri o simboli che  costituiscono le informazioni da riportare sull'oggetto da identificare deformandone la zona di contatto.
- Marcatura a punzoni: la marcatura avviene per deformazione del materiale attraverso appositi punzoni che riproducono lettere e numeri che vengono poi incisi sul prodotto in manuale tramite martello o attraverso appositi macchinari ad impatto o per rullamento, in funzione della forma dell'oggetto da identificare.
- Marcatura a rotella: molto utilizzata in passato soprattutto per tubi di grande lunghezza, come cavi e tubi. Una rotella continuamente impregnata di inchiostro va ad imbrattare una serie di caratteri o simboli incastrati in una seconda rotella la quale aderisce al prodotto riportando ciclicamente i simboli desiderati.